# Niemenranta
Niemenranta est un quartier de Tampere en Finlande.

## Description
Niemenranta est situé à environ 4,5 kilomètres du centre-ville de Tampere à vol d'oiseau. 
Le quartier abrite le manoir de Niemi d'une valeur culturelle et historique.
Niemenranta est bordé à l'ouest par Lielahti, à l'est par le lac Näsijärvi, au sud par Lielahti et le Näsijärvi et au nord par Niemi.
Niemenranta comptait 697 habitants au 31 décembre 2014.